# Nebraska-Territorium

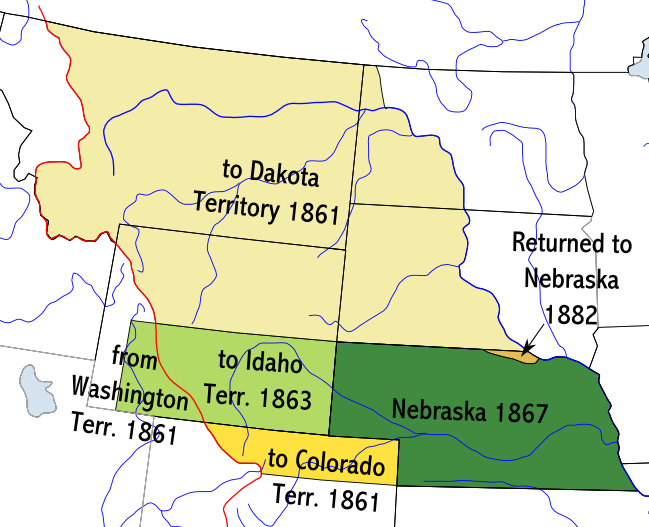
Karte des Nebraska-Territoriums (1854–1867)

Das Nebraska-Territorium war ein historisches Hoheitsgebiet der Vereinigten Staaten, das vom 30. Mai 1854 bis zum 1. März 1867 bestand, als Nebraska als 37. Bundesstaat in die Union aufgenommen wurde. Es wurde 1854 durch den Kansas-Nebraska Act geschaffen. Die territoriale Hauptstadt war Omaha.

## Geschichte
Ein Ermächtigungsgesetz wurde 1864 durch den Kongress der Vereinigten Staaten verabschiedet. Delegierte wurden für einen Verfassungskonvent gewählt, jedoch verabschiedete dieser Konvent keine Verfassung. Zwei Jahre später, 1866, wurde dann eine Staatsverfassung entworfen und verabschiedet. Sie wurde mit 100 Stimmen bestätigt. Allerdings verzögerte eine Klausel in dieser Verfassung bezüglich des eingeschränkten Wahlrechts für „freie weiße Männer“ Nebraskas Aufnahme in die Union um beinahe ein Jahr. Das Ermächtigungsgesetz von 1866 für den Staat wurde zum Pocket Veto durch den Präsidenten Andrew Johnson. Als der Kongress 1867 wieder zusammenkam, verabschiedete er eine andere Gesetzesvorlage zur Schaffung des Staates Nebraska, unter der Auflage, dass Nebraskas Verfassung das eingeschränkte Wahlrecht aufheben sollte. Auch gegen diese Gesetzesvorlage legte Präsident Johnson sein Veto ein. Der Kongress erklärte sein Veto für nichtig.

### Kampf um das Staatskapitol
Omaha City wollte unbedingt Hauptstadt des neuen Staates sein. Anfang 1854 gründeten lokale Geschäftsleute den Omaha Claim Club als Teil einer Maßnahme, das Parlament des Territoriums davon zu überzeugen, die Hauptstadt in Omaha zu belassen. Ihre aggressiven Anstrengungen gegenüber dem Parlament veranlassten dieses, die Hauptstadt nach Scriptown zu verlegen, was jedoch später durch das Urteil von Baker v. Morton für illegal erklärt wurde.
Im Januar 1858 verlegte eine Gruppe von Abgeordneten nach einem Gewaltausbruch am Kapitolgebäude illegalerweise das Parlament des Nebraska-Territoriums nach Florence. Das Scharmützel veranlasste die Abgeordneten aus Nebraska City, Florence und anderen Gemeinden nach mehrmals wiederholten und beharrlichen Abstimmungen über die Verlagerung der Hauptstadt von Omaha dazu, sich außerhalb von Omaha zu versammeln. Trotz der damaligen Mehrheit der Abgeordneten bei der Abstimmung über die Ablösung der Hauptstadt folgte die „Florence Legislature“ nicht dem schwankenden Gouverneur des Nebraska-Territoriums. Omaha blieb Hauptstadt, bis Nebraska 1867 zum Staat wurde.

### Frühe Besiedelung
Einige Städte, Forts und Handelsstationen waren im Nebraska-Territorium ab den frühen 1800er Jahren bis 1867 gegründet worden, einschließlich Fontenelle's Post (gegründet 1806), Fort Lisa (1806), Fort Atkinson (1819), Cabanne's Trading Post (1822), Cutler's Park (1846), Omaha City (1853), Bellevue (1853), Nebraska City (1855), Kearney City (1855) sowie Lancaster, Saratoga, South Nebraska City und Florence (alle 1856).

### Frühe militärische Posten
Mit einer Vielzahl von frühen Pelzhandelsstationen wurde Fort Atkinson 1819 gegründet. Es war der Standort des ersten militärischen Postens im späteren Nebraska-Territorium, und hier gab es auch die erste Schule. Andere Posten im Nebraska-Territorium waren Fort Kearny nahe dem heutigen Kearney; Fort McPherson nahe dem heutigen Maxwell, Nebraska; Fort Mitchell nahe dem heutigen Mitchell, Nebraska; Fort Randall im späteren South Dakota und Fort Caspar, Fort Halleck, Fort Laramie und Fort Sander im heutigen Wyoming.

## Grenzen
Die ursprünglichen Grenzen des Nebraska-Territoriums (im Organic Act präzisiert) schlossen große Teile des durch den Louisiana Purchase erworbenen Gebietes mit ein; die territorialen Grenzen waren:
- südlich – 40° N (derzeitige Grenze zwischen Kansas und Nebraska);
- westlich – die kontinentale Wasserscheide zwischen Pazifischem und Atlantischem Ozean;
- nördlich – 49° N (Grenze zwischen den USA und Kanada);
- östlich – White Earth River und Missouri.

### Spätere Schaffung neuer Territorien
Nach seiner Gründung umfasste das Territorium den größten Teil der nördlichen Great Plains, einen Großteil des oberen Missouri-Flussbeckens und die östlichen Teile der nördlichen Rocky Mountains. Danach wurde das Nebraska-Territorium durch Schaffung neuer Territorien in den 1860er Jahren schrittweise in seinen Ausmaßen reduziert.
Das Colorado-Territorium wurde am 28. Februar 1861 aus Teilen des Territoriums südlich von 41° N und westlich von 102° 03' W (25° W von Washington, D.C.), einem Gebiet, das das gegenwärtige Fort Collins, Greeley und die nördlich der Baseline Road gelegenen Teile von Boulder  einschließt, geschaffen.
Am 2. März 1861 wurde das Dakota-Territorium geschaffen. Es entstand aus dem zwischen 43° N und dem Keya Paha River und Niobrara River gelegenen Teil des heutigen Nebraskas (dieses Gebiet wurde 1882 an Nebraska zurückgegeben) sowie den nördlich von 43° N (der gegenwärtigen Grenze zwischen Nebraska und South Dakota) gelegenen Teilen des Nebraska-Territoriums geschaffen. Durch ein Gesetz wurden dem Dakota-Territorium neben Teilen Nebraskas auch kleine Teile des Utah-Territoriums und des Washington-Territoriums zuerkannt. Die Grenzen waren 41° N, 110° 03' W (33° W von Washington, D.C.), 43° N und die kontinentale Wasserscheide. Diese Gebiete waren nie Gegenstand des Louisiana Purchase, vielmehr gehörten sie zum Oregon Country und wurden 1846 Teil der Vereinigten Staaten.
Am 3. März 1863 wurde das Idaho-Territorium aus allen Teilen westlich von 104° 03' W (27° W von Washington, D.C.) geschaffen.